# Казанский инновационный университет имени В. Г. Тимирясова
Каза́нский инновацио́нный университе́т и́мени В. Г. Тимиря́сова (ИЭУП) (тат. В. Г. Тимирясов исемендәге Казан инновация университеты (ИИХИ)) — высшее учебное заведение в Казани. Основан 22 июля 1994 года.

## Название
В связи с изменениями законодательства вуз несколько раз менял официальное название. В настоящее время носит имя основателя и первого ректора В. Г. Тимирясова.
- 1994—1996: Университет экономики, управления и права
- 1996—2016: Институт экономики, управления и права (г. Казань)
- с 2016: Казанский инновационный университет имени В. Г. Тимирясова (ИЭУП)

## История
Университет был создан в 1994 году по инициативе Министерства образования Республики Татарстан и Постоянной комиссии по народному образованию Верховного Совета Республики Татарстан для удовлетворения потребностей региона в квалифицированных кадрах в сфере рыночной экономики и правоохранительной деятельности.
В период с 1998 по 2002 года были образованы и продолжают вести образовательную деятельность Альметьевский, Бугульминский, Зеленодольский, Набережночелнинский, Нижнекамский и Чистопольский филиалы вуза. В мае 2014 года одним из первых вузов России начал вести образовательную деятельность в Крыму после его аннексии Россией. В университете реализовывается совместный проект со Всемирным конгрессом татар по обучению руководителей муниципальных образований Республики Крым.
С 2014 года на базе вуза на основе приказов Министерства образования и науки Российской Федерации созданы и функционируют 2 федеральные инновационные площадки:
- Создание и развитие преемственной системы инклюзивного образования в Республике Татарстан[4]
- Формирование и реализация комплексного подхода к профессиональной подготовке кадров в сфере закупок на основе создания инновационной научно-образовательной площадки «Профессионал закупок»[5]

В настоящее время университет осуществляет деятельность на основе бессрочной лицензии и свидетельства о государственной аккредитации, выданных Федеральной службой по надзору в сфере образования и науки.

## Рейтинги
Вуз занимает 15 место из 59 в номинации «Вузы сферы управления (экономика, финансы, юриспруденция)» Рейтинга востребованности вузов в Российской Федерации в 2019 году, составленном Информационным агентством «Россия сегодня».
В мировом рейтинге лучших университетов Webometrics Ranking of World Universities, по состоянию на 2020 год, вуз занимает 6906 место в мире, в том числе 1524 место из 9544 высших учебных заведений в БРИКС, 1788 из 5855 — в Европе и 207 из 1096 — в России Входит в рейтинг лучших университетов по цитированию в лучших профилях 2021 года Google Scholar.

## Структура
В структуру университета входят 6 филиалов, 5 факультетов, 4 института, а также колледж. Кроме того, в университете издается федеральный рецензируемый журнал «Актуальные проблемы экономики и права», включенный в утверждённый ВАК Перечень рецензируемых научных изданий, в которых должны быть опубликованы основные научные результаты диссертаций на соискание ученой степени кандидата и доктора наук, индексируемый в РИНЦ, EBSCO и HeinOnline.

### Филиалы
- Альметьевский филиал
- Бугульминский филиал
- Зеленодольский филиал
- Набережночелнинский филиал
- Нижнекамский филиал
- Чистопольский филиал

### Факультеты
- Факультет прикладной экономики и финансовых технологий
- Юридический факультет
- Факультет психологии и педагогики
- Факультет менеджмента и инженерного бизнеса
  - Отделение промышленного менеджмента
- Факультет Гостеприимства и дизайна (Бывш. факультет сервиса, туризма и технологии продуктов общественного питания) с 2022 г.
  - Факультет Лингвистики и межкультурной коммуникации (Бывш. отделение перевода и переводоведения) с 2022 г.

### Институты
- Институт бизнес-образования
- Научно-исследовательский институт проблем социально-экономического развития
- Научно-исследовательский институт противодействия коррупции
- Научно-исследовательский институт социальной философии
- Научно-исследовательский институт цифровых технологий и права